# Jamie Nieto
Jamie Nieto, född den 2 november 1976, är en amerikansk friidrottare som tävlar i höjdhopp.
Nieto var i final vid VM 2003 där han slutade sjua efter att ha hoppat 2,29. Han avslutade året med att bli trea vid IAAF World Athletics Final i Monaco.
Under 2004 slutade han nia vid inomhus-VM i Budapest. Hans främsta merit kom vid Olympiska sommarspelen 2004. Han klarade där 2,34 i andra försöken och var då bronsmedaljör eftersom Matt Hemingway och Jaroslav Bába båda klarade i första försöket medan Stefan Holm först tog höjden i tredje försöken. Men då Holm som enda hoppare tog 2,36 meter slutade Nieto först på en fjärde plats. 
Nieto deltog även vid VM 2007 men klarade där inte av att ta sig till final.

## Personliga rekord
- Höjdhopp - 2,34 meter